# Verwaltungsgericht (Deutschland)

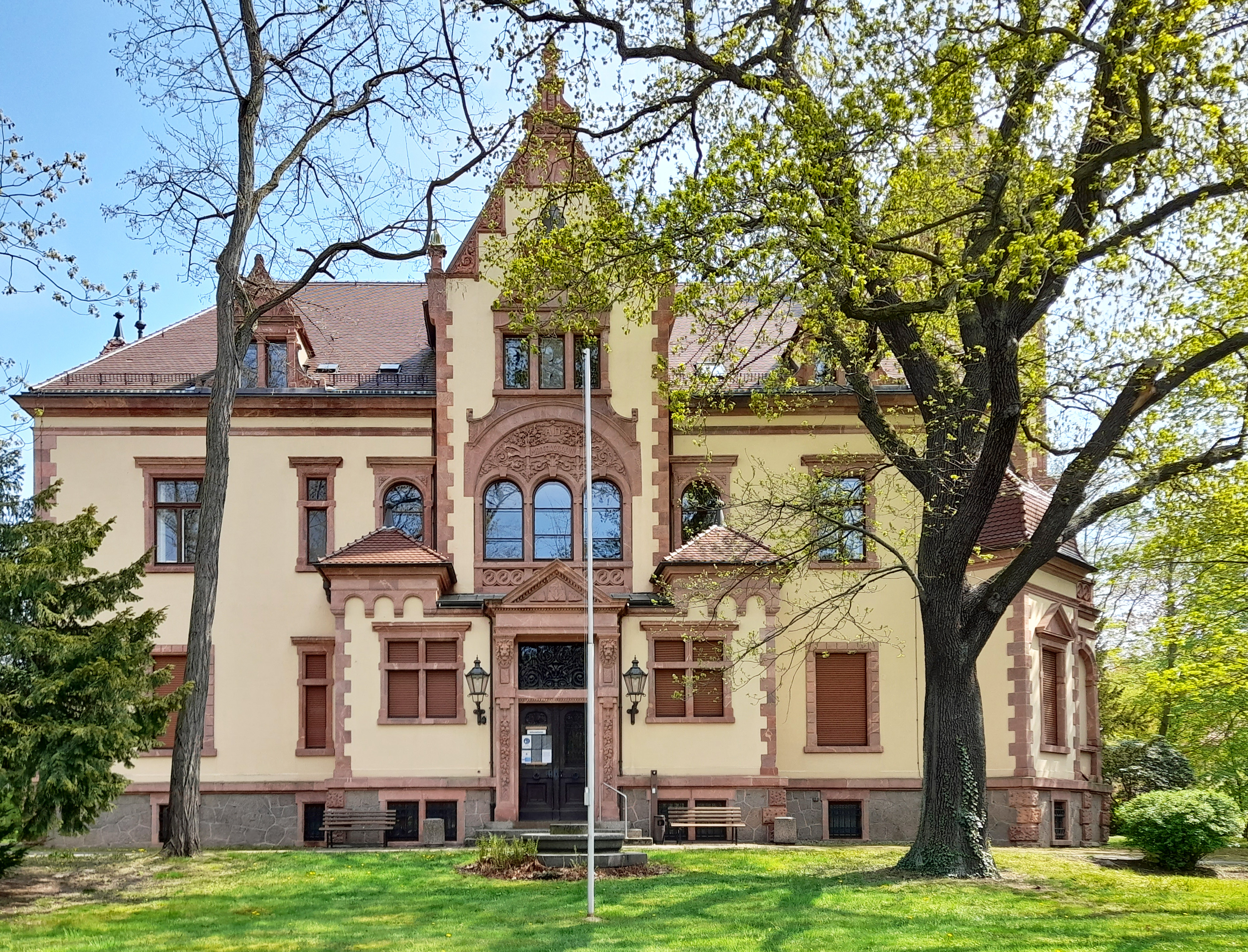
Ehemaliges Gebäude des VG Leipzig in der Villa Thorer

Das Verwaltungsgericht (Abkürzung VG) ist in Deutschland in der Regel das erstinstanzliche Gericht der Verwaltungsgerichtsbarkeit. Die Einrichtung obliegt der Landesgesetzgebung. In den verwaltungsgerichtlichen Verfahren stehen sich u. a. Personen des Privatrechts (z. B. natürliche Personen und Gesellschaften) und Personen- und Personengesellschaften des öffentlichen Rechts (Gebiets- und Personenkörperschaften) gegenüber. Rechtsgrundlage für Verfahren vor den Verwaltungsgerichten ist die Verwaltungsgerichtsordnung (VwGO). Vor dem Verwaltungsgericht gilt der Grundsatz der Amtsermittlungspflicht gemäß § 86 Abs. 1 VwGO.

## Zuständigkeit
Das Verwaltungsgericht ist erstinstanzlich grds. dann sachlich zuständig, wenn der Verwaltungsrechtsweg eröffnet ist. Dies bestimmt sich nach § 40 VwGO und ist, vereinfacht ausgedrückt, dann der Fall, wenn Entscheidungen von Behörden aufgehoben werden sollen oder Behörden zu einem bestimmten Tun verpflichtet werden sollen. Dies gilt allerdings nicht bei bestimmten Streitigkeiten aus dem Sozialrecht (z. B. mit der Bundesagentur für Arbeit, mit den Behörden der sozialen Rentenversicherung oder bei Streitigkeiten wegen den meisten anderen Sozialleistungen), hier ist überwiegend die Zuständigkeit der Sozialgerichte gegeben. Der Verwaltungsrechtsweg ist ferner nicht gegeben bei Streitigkeiten über Abgaben (z. B. Steuern, Zölle), die von staatlichen Stellen (nicht den Gemeinden und Städten) erhoben werden, hier sind die Finanzgerichte zuständig. Das Verwaltungsgericht wird deshalb auch als „allgemeines“ Verwaltungsgericht bezeichnet, während das Sozial- und Finanzgericht jeweils als „besonderes“ Verwaltungsgericht bezeichnet werden.
Ausnahmsweise kann auch das Oberverwaltungsgericht (in den Bundesländern Bayern, Baden-Württemberg und Hessen als Verwaltungsgerichtshof bezeichnet) oder das Bundesverwaltungsgericht erstinstanzlich sachlich zuständig sein.
Die örtliche Zuständigkeit der Verwaltungsgerichte ergibt sich aus § 52 VwGO in Verbindung mit den Justizgesetzen der Bundesländer.

## Besetzung
Die Spruchkörper der Verwaltungsgerichte sind grds. Kammern, die mit drei Berufsrichtern und zwei ehrenamtliche Richtern besetzt sind. Die ehrenamtlichen Richter wirken bei Beschlüssen außerhalb der mündlichen Verhandlung nicht mit. Die Entscheidungen der Kammer wird durch einen Berichterstatter, einen der Berufsrichter der Kammer, vorbereitet. Wenn alle Beteiligten einverstanden sind, kann auch der jeweilige Berichterstatter anstelle der Kammer entscheiden.
Nach § 6 Abs. 1 VwGO soll der Rechtsstreit einem Mitglied der Kammer als Einzelrichter übertragen werden, wenn die Rechtssache keine grundsätzliche Bedeutung hat und sie keine besonderen Schwierigkeiten tatsächlicher oder rechtlicher Art aufweist. Da es sich um eine Soll-Vorschrift handelt, muss die Kammer davon Gebrauch machen, wenn die Voraussetzungen vorliegen und keine atypischen Gründe dagegen sprechen.
Für Personalvertretungsangelegenheiten nach Landes- oder Bundesrecht werden bei den Verwaltungsgerichten sogenannte Fachkammern gebildet. Diese werden bei Personalvertretungsangelegenheiten nach Bundesrecht in der Besetzung eines Berufsrichters und vier ehrenamtlichen Richtern tätig (§ 109 Abs. 2 BPersVG). Bei Personalvertretungsangelegenheiten nach Landesrecht unterscheidet sich die Besetzung je nach Bundesland.

## Rechtszug
Gegen die Urteile des Verwaltungsgerichts bestehen die Rechtsmittel der Berufung und der Sprungrevision.
Die Berufung ist nur möglich, wenn das Verwaltungsgericht die Berufung zulässt. Es muss die Berufung grds. zulassen, wenn gem. § 124a Abs. 1 VwGO die Rechtssache grundsätzliche Bedeutung hat oder es im Urteil von der Rechtsprechung eines höherrangigen Gerichtes desselben Rechtsweges oder von der Rechtsprechung des Bundesverfassungsgerichts oder des Gemeinsamen Senats der obersten Gerichtshöfe des Bundes abweicht. Soweit das Verwaltungsgericht die Berufung nicht zulässt, kann ein Antrag auf Zulassung der Berufung gestellt werden, über den das Oberverwaltungsgericht entscheidet. Dieses muss die Berufung nach § 124 Abs. 2 VwGO z. B. auch bei ernstlichen Zweifeln über die Richtigkeit des Urteils zulassen. Gibt es dem Antrag statt, wird das Zulassungsverfahren als Berufungsverfahren fortgeführt.
Ferner ist gegen das Urteil des Verwaltungsgerichts die Sprungrevision möglich, wenn sowohl Kläger als auch Beklagter zustimmen und das Verwaltungsgericht sie zulässt; eine solche Sprungrevision führt das Verfahren direkt zum Bundesverwaltungsgericht und schließt eine Berufung aus.
Ist weder die Berufung noch die Sprungrevision möglich, wird das Urteil des Verwaltungsgerichts rechtskräftig.
Gegen andere Entscheidungen des Verwaltungsgerichts, die keine Urteile sind (beispielsweise einstweilige Anordnungen als Beschlüsse in Eilverfahren) findet das Rechtsmittel der Beschwerde. Dieses Rechtsmittel wird vom Oberverwaltungsgericht entschieden.
Die Anhörungsrüge gemäß § 152a VwGO stellt einen – in allen Instanzen gegebenen – außerordentlichen Rechtsbehelf dar, mit dem eine Verletzung des Anspruchs auf rechtliches Gehör geltend gemacht werden kann. Sie ist nur statthaft, wenn ein Rechtsmittel oder anderer Rechtsbehelf gegen die gerichtliche Entscheidung nicht gegeben ist und das Gericht den Anspruch des Beteiligten in entscheidungserheblicher Weise verletzt hat (§ 152a Abs. 1 S. 1 Nr. 1–2 VwGO). Die Rüge kann auf eine Verletzung des durch Art. 103 Abs. 1 GG gewährleisteten Rechts auf rechtliches Gehör sowie auf die Verletzung einfachgesetzlicher Vorschriften, die der Konkretisierung von Art. 103 Abs. 1 Grundgesetz (GG) dienen und selbst inhaltlich über das verfassungsrechtlich geforderte Mindestmaß hinausgehen, gerichtet werden.